# Kamienna Grobla
Kamienna Grobla – grobla komunikacyjna oddzielająca Wisłę Śmiałą od jeziora Ptasi Raj. 
Grobla leży na terenie Wisły, a przy jej wschodniej krawędzi zlokalizowany jest rezerwat przyrody Ptasi Raj.

## Historia
Grobla powstała w 1887 roku, a w 2015 wykonano na niej kompleksowy remont, w wyniku którego częściowo została wyłączona z ruchu pieszego. Na grobli zamontowano dwa przepusty, które umożliwiają stałą wymianę wód rzecznych i jeziornych.

## Galeria

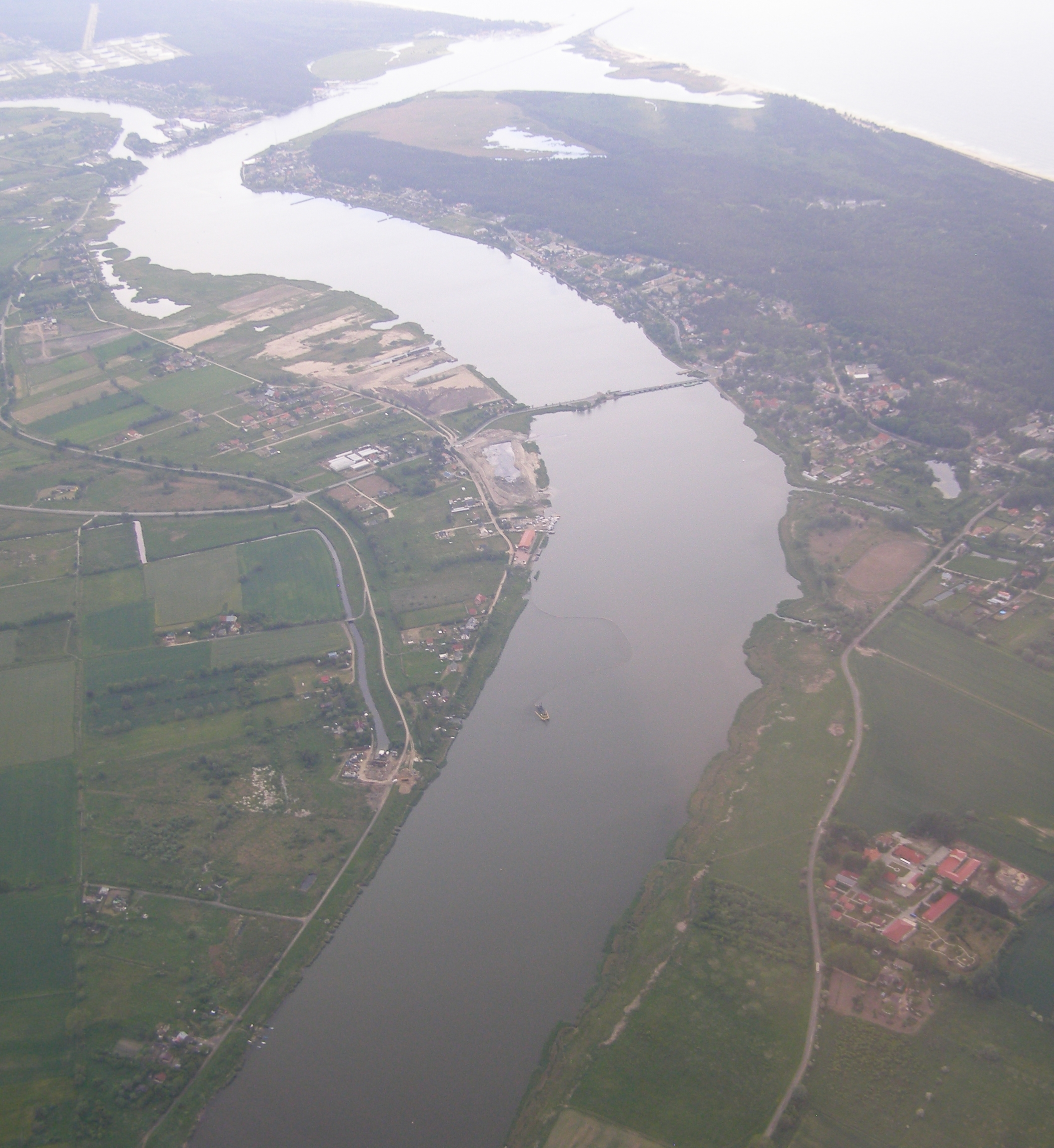
Na pierwszym planie Martwa Wisła, ujście: Wisła Śmiała
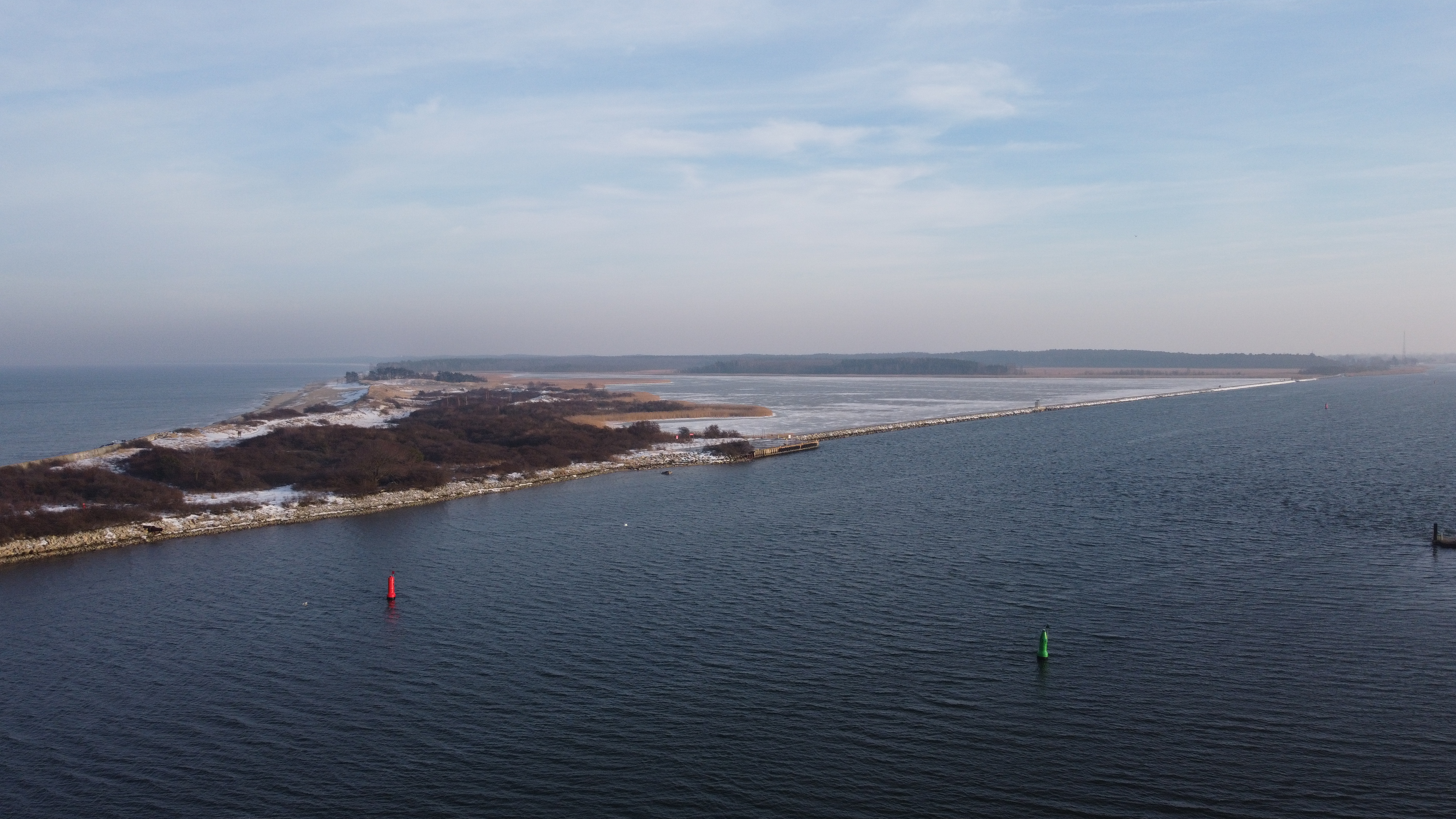
Na pierwszym planie Wisła Śmiała, a dalej rezerwat Ptasi Raj